# San Jose Sharks
San Jose Sharks je hokejaški klub iz San Josea u američkoj saveznoj državi Kaliforniji.
Natječe se u NHL ligi od 1991/92. godine, iako joj se pridružio još 1990. godine. 
Domaće klizalište: 
- San Jose Arena (od 1993.)

Prve je utakmice, prije preseljenja u San Jose Arenu, igrao u The Cow Palaceu.
Klupske boje: "pacific teal", siva, crna i bijela

## Vanjske poveznice
San Jose Sharks  Arhivirana inačica izvorne stranice od 8. srpnja 2007. (Wayback Machine)